# Morentin
Morentin és un municipi de Navarra, a la comarca d'Estella Oriental, dins la merindad d'Estella. Es troba entre les municipis d'Aberin, Dicastillo i Oteiza.

## Demografia
| Evolució demogràfica                                | Evolució demogràfica | Evolució demogràfica | Evolució demogràfica | Evolució demogràfica | Evolució demogràfica | Evolució demogràfica | Evolució demogràfica | Evolució demogràfica | Evolució demogràfica | Evolució demogràfica |
| 1996                                                | 1998                 | 1999                 | 2000                 | 2001                 | 2002                 | 2003                 | 2004                 | 2005                 | 2006                 | 2007                 |
| --------------------------------------------------- | -------------------- | -------------------- | -------------------- | -------------------- | -------------------- | -------------------- | -------------------- | -------------------- | -------------------- | -------------------- |
| 120                                                 | 111                  | 137                  | 128                  | 149                  | 142                  | 155                  | 164                  | 157                  | 167                  | 156                  |
| Fonts: Morentin i Institut d'Estadística de Navarra |                      |                      |                      |                      |                      |                      |                      |                      |                      |                      |